# Сухий Яр (притока Борової)
Сухий Яр інша назва Суходол — річка в Луганській області, ліва притока Борової. Довжина річки 22 км, площа водозбірного басейну 78,7 км², похил 4,5 м/км.
Витік річки поблизу села Нижній Суходіл. Тече річка здебільшого на захід, русло слабозвивисте. Протікає через село Гаврилівка,  і неподалік села Боровеньки впадає у Борову.